# أكلنس
أكلنس Aclens هي بلدية في كانتون فود السويسرية، وتقع في مقاطعة مورجيس.

## التاريخ
تم ذكر أكلنس لأول مرة في عام 1002 باسم Astlegus.

## روابط خارجية
- أكلنس بالألمانية وبالفرنسية وبالإيطالية من قاموس سويسرا التاريخي على الإنترنت.